# Península de Balboa
La Península de Balboa (en inglés: Balboa Peninsula; también conocida simplemente como "Balboa") es un barrio de la ciudad de Newport Beach, en el condado de Orange, al sur del estado de California, al oeste de los Estados Unidos. Se llama así por el famoso explorador español Vasco Núñez de Balboa. Balboa es principalmente residencial, pero tiene algunas zonas comerciales también.

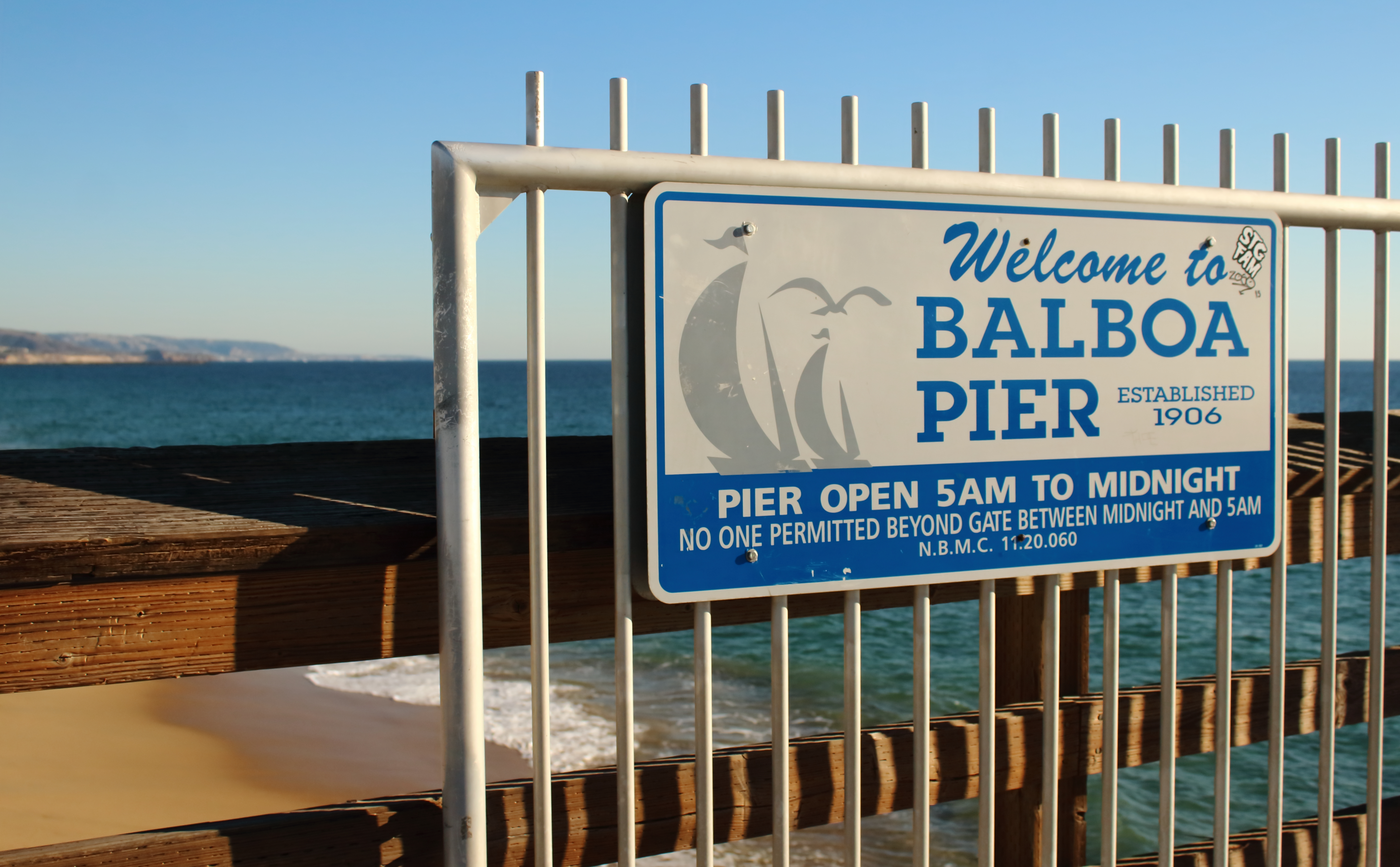
Señalamiento del muelle de Balboa, California.